# El emigrado
El emigrado es una película española de drama estrenada en 1946, dirigida por Ramón Torrado y protagonizada en los papeles principales por Miriam di San Servolo, Manolo Morán y Raúl Cancio. 
Está basada en el relato Los hermanos Ibarrola, escrito por Adolfo Torrado.

## Sinopsis
El naviero vasco Don Ignacio Ibarrola tiene dos hijos: Ignacio y José Mari. Ambos tienen maneras de ser muy diferentes y ya desde la niñez existe una gran rivalidad entre ellos.

## Reparto
- Miriam di San Servolo	...	Dorothy Wills
- Manolo Morán ... Josechu
- Raúl Cancio ... Ignacio Ibarrola
- María Asquerino ... Marichu
- Alfonso Estela ... José Mari Ibarrola
- Alberto Romea	... Mister Wills
- Carmen Sánchez ... Doña Isabel
- Félix Fernández ... Don Vicente
- Gregorio Beorlegui
- Fernando Fernández de Córdoba	...	Don Ignacio Ibarrola
- Jorge Mistral	...	Jaime